# Asshole
Asshole är KISS-medlemmen Gene Simmons andra soloalbum. På albumet, som släpptes 2004, samarbetar Simmons med Dave Navarro (tidigare gitarrist i Red Hot Chili Peppers).

## Låtlista
1. "Sweet & Dirty Love" (Gene Simmons) - 3:03
2. "Firestarter" (Liam Howlett) - 3:20
3. "Weapons of Mass Destruction" (Simmons) - 3:44
4. "Waiting for the Morning Light" (Bob Dylan, Simmons) - 3:22
5. "Beautiful" (Mark Addison, Nina Singh) - 4:04
6. "Asshole" (Frank Tolstrup) - 3:19
7. "Now That You're Gone" (Bruce Kulick, Simmons) - 3:20
8. "Whatever Turns You On" (Simmons, Dave Williams) - 3:14
9. "Dog" (Bag, Simmons) - 3:07
10. "Black Tongue" (Simmons, Frank Zappa) - 4:28
11. "Carnival of Souls" (Simmons, Scott VanZen) - 3:26
12. "If I Had a Gun" (Bag, Simmons) - 2:59
13. "1,000 Dreams" (Simmons) - 3:19